# Tour Down Under 2001
Le Tour Down Under 2001 est la troisième édition du Tour Down Under, course cycliste par étapes qui s'est déroulée du 16 au 21 janvier. 
Cette édition est remportée par le coureur australien Stuart O'Grady.

## Équipes participantes
| Jacob's Creek-Linda McCartney Racing | Team UniS-Australia | Team Deutsche Telekom | Crédit agricole  |
| United Water                         | Lotto-Adecco        | AG2R Prévoyance       | Mapei-Quick Step |
| Sun-Smart - Mitsubishi               | Team CSC-Tiscali    | Big Mat-Auber 93      | Saeco            |

## Résultats des étapes
| Nb | Date       | Étape                        | Distance | Vainqueur        | Pays      | Équipe                |
| -- | ---------- | ---------------------------- | -------- | ---------------- | --------- | --------------------- |
| 1  | 16 janvier | Glenelg                      | 47,0 km  | Graeme Brown     | Australie | United Water          |
| 2  | 17 janvier | Norwood - Murray Bridge      | 142,0 km | Fabio Sacchi     | Italie    | Saeco                 |
| 3  | 18 janvier | McLaren Vale - Victor Harbor | 165,5 km | Alessio Galletti | Italie    | Saeco                 |
| 4  | 19 janvier | Unley - Strathalbyn          | 157,0 km | Luke Roberts     | Australie | Team UniS-Australia   |
| 5  | 20 janvier | Gawler - Tanunda             | 156,0 km | Kai Hundertmarck | Allemagne | Team Deutsche Telekom |
| 6  | 21 janvier | Adelaide                     | 90,0 km  | David McKenzie   | Australie | Jacob's Creek         |

## Classement final
| Pos. | Coureur             | Pays      | Temps            |
| ---- | ------------------- | --------- | ---------------- |
| 1    | Stuart O'Grady      | Australie | 18 h 34 min 20 s |
| 2    | Kai Hundertmarck    | Allemagne | + 2 s            |
| 3    | Fabio Sacchi        | Italie    | + 3 s            |
| 4    | Daniele Nardello    | Italie    | + 8 s            |
| 5    | Christopher Jenner  | Australie | + 8 s            |
| 6    | Alexandre Botcharov | Russie    | + 10 s           |
| 7    | Patrick Jonker      | Australie | + 10 s           |
| 8    | Benoit Poilvet      | France    | + 10 s           |
| 9    | Glenn D'Hollander   | Belgique  | + 21 s           |
| 10   | Cadel Evans         | Australie | + 24 s           |

## Classement des étapes
| Pos. | Coureur         | Pays      | Temps           |
| ---- | --------------- | --------- | --------------- |
| 1    | Graeme Brown    | Australie | 1 h 00 min 02 s |
| 2    | Stuart O'Grady  | Australie | m.t.            |
| 3    | Fabio Sacchi    | Italie    | m.t.            |
| 4    | Ciaran Power    | Irlande   | m.t.            |
| 5    | Fabien De Waele | Belgique  | m.t.            |

| Pos. | Coureur           | Pays      | Temps           |
| ---- | ----------------- | --------- | --------------- |
| 1    | Fabio Sacchi      | Italie    | 3 h 26 min 24 s |
| 2    | Stuart O'Grady    | Australie | m.t.            |
| 3    | Kai Hundertmarck  | Allemagne | m.t.            |
| 4    | Nick Gates        | Australie | m.t.            |
| 5    | Glenn D'Hollander | Belgique  | m.t.            |

| Pos. | Coureur          | Pays      | Temps           |
| ---- | ---------------- | --------- | --------------- |
| 1    | Alessio Galletti | Italie    | 4 h 18 min 12 s |
| 2    | Graeme Brown     | Australie | + 3 s           |
| 3    | Stuart O'Grady   | Australie | + 3 s           |
| 4    | Hendrik Van Dyck | Belgique  | + 3 s           |
| 5    | David McKenzie   | Australie | + 3 s           |

| Pos. | Coureur           | Pays      | Temps           |
| ---- | ----------------- | --------- | --------------- |
| 1    | Luke Roberts      | Australie | 3 h 44 min 07 s |
| 2    | Marcel Gono       | Australie | m.t.            |
| 3    | Nicolay Bo Larsen | Danemark  | m.t.            |
| 4    | Trent Wilson      | Australie | + 4 s           |
| 5    | Nicolas Jalabert  | France    | + 8 s           |

| Pos. | Coureur           | Pays      | Temps           |
| ---- | ----------------- | --------- | --------------- |
| 1    | Kai Hundertmarck  | Allemagne | 4 h 00 min 28 s |
| 2    | Peter Rogers      | Australie | m.t.            |
| 3    | Allan Davis       | Australie | m.t.            |
| 4    | Fabio Sacchi      | Italie    | m.t.            |
| 5    | Glenn D'Hollander | Belgique  | m.t.            |

| Pos. | Coureur          | Pays      | Temps           |
| ---- | ---------------- | --------- | --------------- |
| 1    | David McKenzie   | Australie | 1 h 58 min 48 s |
| 2    | Ben Day          | Australie | + 17 s          |
| 3    | Luca Paolini     | Italie    | + 20 s          |
| 4    | Torsten Nitsche  | Allemagne | + 32 s          |
| 5    | Kurt Van Lancker | Belgique  | + 32 s          |